# Egelsee (Unterach)
Der Egelsee und das angrenzende Egelseemoor bilden einen Kleinsee mit Hochmoor im Gemeindegebiet von Unterach in Oberösterreich. Sie liegen in den Attersee-Mondsee-Bergen am Westausläufer des Hochplettmassivs, linksufrig des Attersees.
Der Egelsee liegt etwa 150 m über dem Wasserspiegel des Attersees auf 624 m ü. A. und hat einen unterirdischen Abfluss zum Urfangbach, der in Stockwinkel dem See zufließt. Es handelt sich um ein Toteisloch, das nach der letzten großen Eiszeit als Niedermoor verblieben ist. Das Ufer ist ein verlandender Schwingrasenrest, etliche unter Naturschutz stehende Pflanzen (unter anderem der Sonnentau) wachsen hier.
Der See steht seit 1965 unter Naturschutz (Naturschutzgebiet Egelsee in Unterach, N019), seit 31. Mai 1995 ist auch das umgebende Moor ausgewiesen (NSG Egelseemoor, N070).
Der See hat etwa 0,8 Hektar,
das Schutzgebiet etwa 4 ha rund um den See.

## Nachweise
1. 1 2   Die Parzelle 1461, die als Schutzgebiet ausgewiesen ist, umfasst etwa 8550 m², der See ist geringfügig kleiner
2. ↑  nicht zu verwechseln mit dem  Egelsee bei Scharfling am Mondsee, NSG Egelsee und angrenzende Niedermoorwiesen
3. ↑  Seen-Naturschutzgebieteverordnung, LGBl. Nr. 9/1965, neu Verordnung der Oö. Landesregierung, mit der die als Landesgesetze in Geltung stehenden Naturschutzgebietsverordnungen neu erlassen werden. LGBl. Nr. 35/2000 (i.d.g.F. pdf, ris.bka).
Naturschutzgebiet Egelsee in Unterach, Land Oberösterreich, Geografisches Naturschutzinformationssystem (GENISYS)
4. ↑  Verordnung der o.ö. Landesregierung vom 24. April 1995, mit welcher das Egelseemoor in der Gemeinde Unterach a.A. als Naturschutzgebiet festgestellt wird. StF: LGBl. Nr. 44/1995, 31. Mai 1995. (i.d.g.F. online, zweiteres pdf, beide ris.bka).
Naturschutzgebiet Egelseemoor, Land Oberösterreich, Geografisches Naturschutzinformationssystem (GENISYS)